# عنكبيات الشكل
عنكبيات الشكل (الاسم العلمي: Arachnomorpha) هي تقسيم فرعي أو فرع حيوي من المفصليات، تضم مجموعة وحدة سلائف تشكلت بواسطة ثلاثية الفصوص، مفصليات الأطرافة الكبيرة الأخرى وفصائل شبيهات ثلاثية الفصوص.

## تصنيف
- شبيهات كلابيات القرون
  - كلابيات القرون
    - العنكبيات
      - قراديات الشكل